# Cyanoneuron depauperatum
Cyanoneuron depauperatum là một loài thực vật có hoa trong họ Thiến thảo. Loài này được (Merr.) Tange mô tả khoa học đầu tiên năm 1998.